# William George Manby
El capitán Williams George Manby (nacido en Denver, Norfolk el 28 de noviembre de 1775 y fallecido en Great Yarmouth el 18 de noviembre de 1854) fue el inventor del extintor. Era un inventor y publicista inglés, que curso la carrera militar, y después de haber ascendido a capitán, se le designó, en 1803, para director de los cuarteles de Yarmouth 
Se distinguió principalmente por sus inventos mereciendo citarse entre estos una bomba para extinguir incendios cargada de una disolución de cal y potasa, lo que podemos denominar como el primer extintor de incendios de la historia.
A este inventor inglés se le ocurrió crear un instrumento que apagase el fuego viendo las dificultades de un grupo de bomberos de Edimburgo para alcanzar los pisos superiores de un edificio en llamas.
El primer extintor de fuego del mundo, creado por William George Manby, estaba formado por cuatro cilindros metálicos de los que tres de ellos estaban llenos de agua hasta la mitad y en el cuarto introducía aire a presión. En la parte superior del cilindro había una pequeña manguera y una válvula. Cuando se accionaba la válvula el aire a presión salía del cilindro metálico arrastrando el agua con el y apagando así el fuego.